# Maurizio Felugo
Maurizio Felugo (Rapallo, 4. ožujka 1981.), talijanski vaterpolist. Igrač je Pro Recca. Visok je 189 cm i ima masu 82 kg.